# شيلا أوبراين
شيلا أوبراين (بالإنجليزية: Sheila O'Brien)‏ هي مصممة أزياء تقليدية أمريكية، ولدت في 9 أكتوبر 1902 في تكساس في الولايات المتحدة، وتوفيت في 26 يناير 1983 في لوس أنجلوس في الولايات المتحدة.

## وصلات خارجية
- شيلا أوبراين على موقع IMDb (الإنجليزية)
- شيلا أوبراين على موقع قاعدة بيانات الفيلم (الإنجليزية)